# Castillo de Bouka

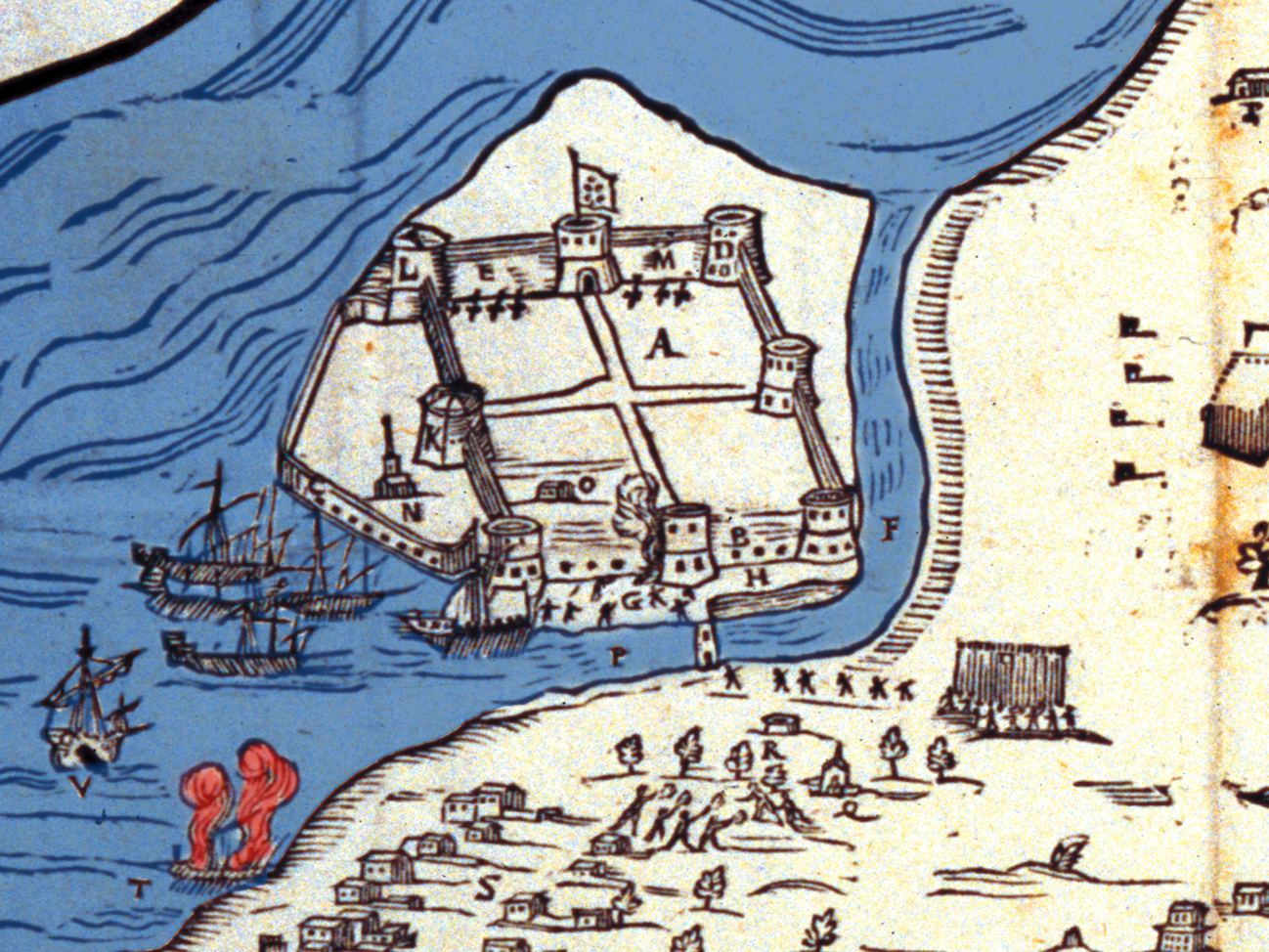
Plano del castillo de Bouka. Grabado de Giovanni Orlandi, 1605

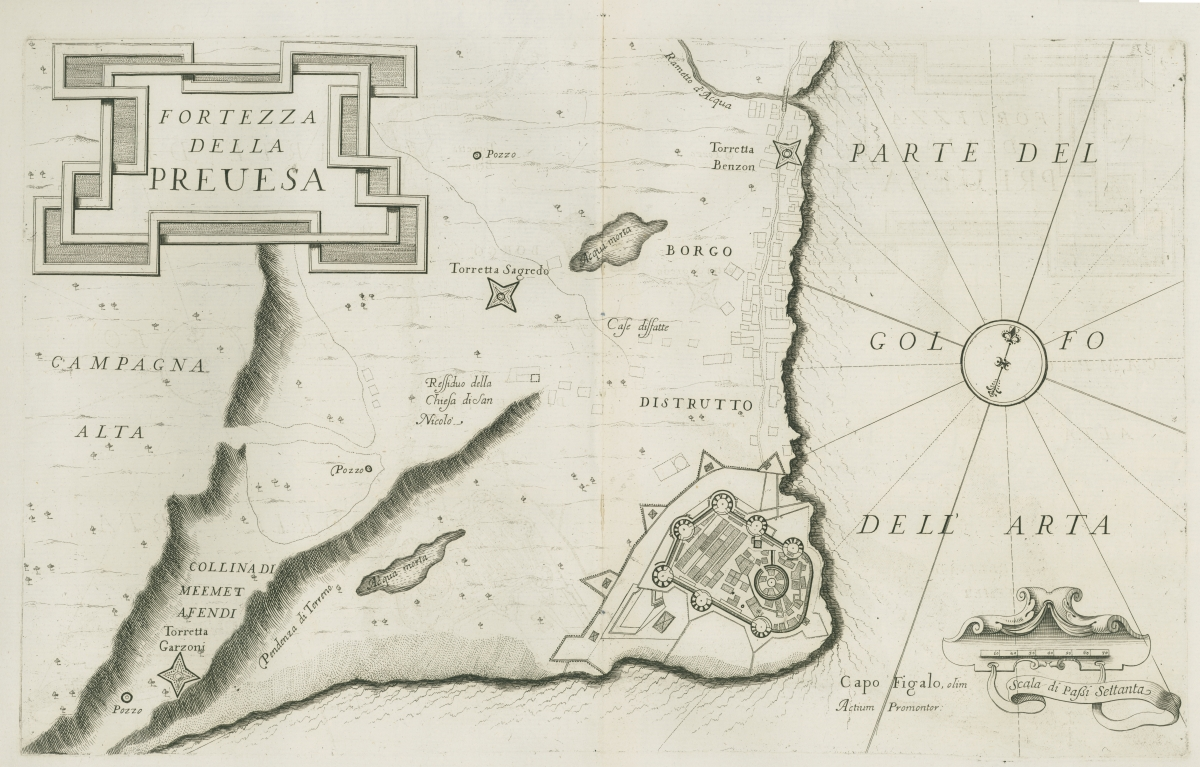
Mapa grabado de Preveza que representa el castillo de Bouka

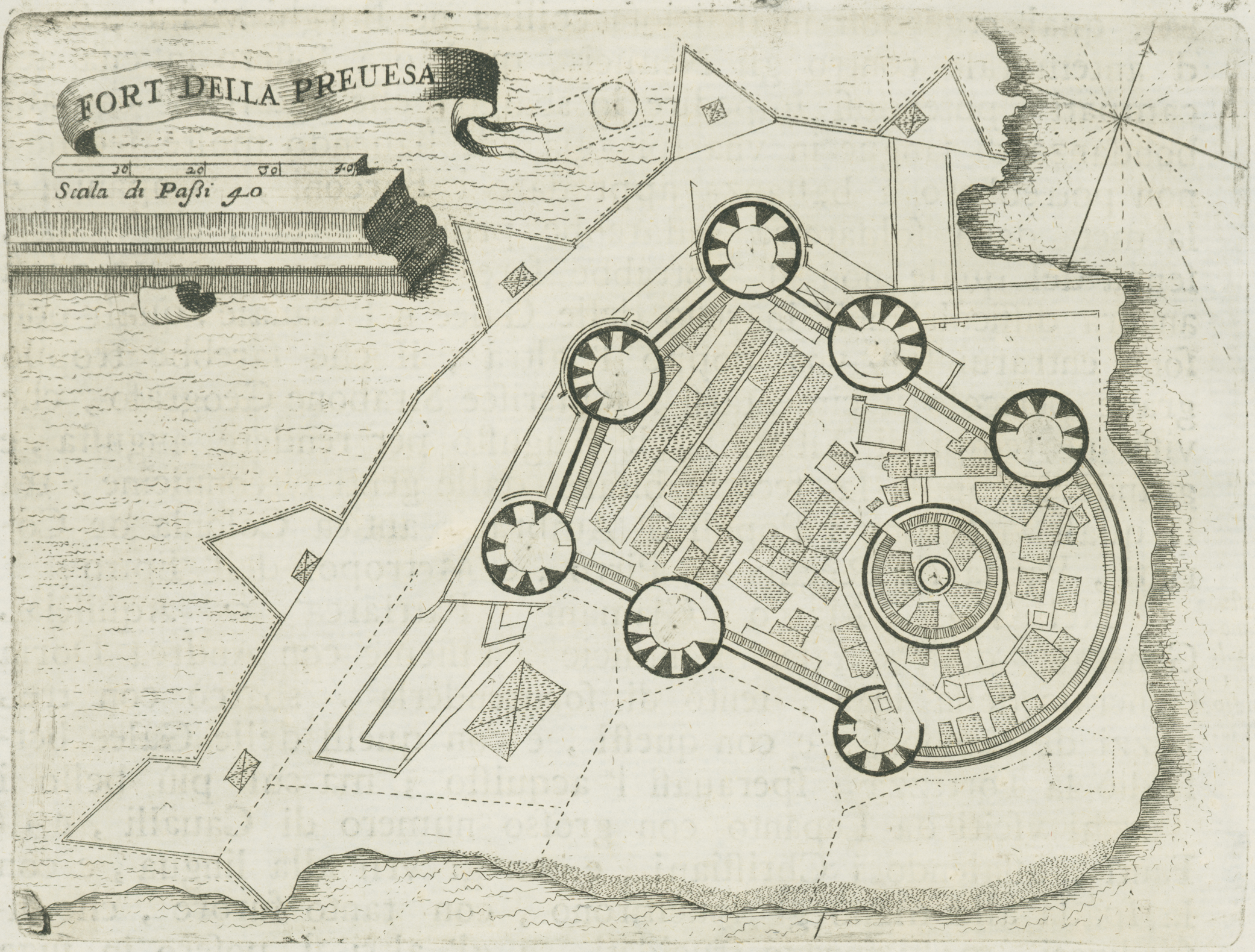
Plano del castillo de Bouka. Grabado de Coronelli, 1686

El castillo de Bouka (en griego: Κάστρο της Μπούκας, de la palabra italiana bocca) fue la primera gran fortificación otomana de Preveza, en el noroeste de Grecia. Fue construido por los otomanos en 1478 y controlaba el estrecho del golfo de Arta. En 1701, los venecianos volaron el castillo antes de entregar Preveza a los otomanos, de acuerdo con los términos del Tratado de Paz de Karlowitz.
El castillo de Bouka estaba de pie en el solar que hoy se llama "Paliosaraga" (Παλιοσάραγα, "Viejo Serrallo"). El serrallo de verano de Ali Pasha de Ioánina se construyó sobre los restos del castillo, a principios de la década de 1810. Después de la liberación de Preveza por el ejército griego en 1912, una unidad de suministro del ejército se basó en el sitio del castillo. Hoy en día, quedan muy pocos restos del castillo de Bouka, a pesar de que el sitio generalmente no ha sido construido nuevamente.

## Historia
El castillo fue construido por los otomanos en 1478, quince años después de su ocupación definitiva de la región de Preveza y Riniassa. La fecha de la construcción del castillo también se menciona en el número de Crónica Breve 71.7 :

ἔκτισεν τὴν Πρέβεζαν ἐπὶ ἔτους, ςϡπς´, "que fortificó Preveza en el año 6986 [Anno Mundi]".

El año 6986 Anno Mundi corresponde al 1 de septiembre de 1477-31 de agosto de 1478 en el calendario gregoriano. La construcción del castillo en la desembocadura del golfo de Arta fue inmediatamente reconocida por Leonardo III Tocco, conde de Cefalonia, en una carta manuscrita escrita el 31 de marzo de 1478, como un peligro para la República de Venecia. Debido a esto, envió a su pariente, Bogordo di Tocco, a Venecia para buscar su ayuda. En esta carta, el castillo se menciona como "castello ala bucca delo gulfo " ("castillo en la desembocadura/entrada del golfo").
El castillo fue presuntamente reforzado por los otomanos en 1486-87, así como en 1495 con el fin de protegerse del peligro inminente de Occidente, debido a los planes de conquista del rey francés Carlos VIII, que, sin embargo, finalmente fueron abandonados. El castillo también fue mejorado en 1530, en 1553 durante el reinado de Solimán el Magnífico, y por los venecianos, después de que conquistaron Preveza en 1684.
Cuando el gran viajero otomano Evliya Çelebi visitó Preveza, alrededor de 1670, describió a Bouka como un castillo custodiado por una guarnición de 250 soldados, con calles estrechas y alrededor de 100 pequeñas casas sin jardines, así como una mezquita construida por el sultán Suleimán I. Fuera de los muros del castillo había 300 grandes casas con jardines y un bazar con 100 tiendas.
El castillo fue demolido por los venecianos en 1701, antes de ceder el área a los otomanos, de acuerdo con las disposiciones del Tratado de Karlowitz y otros acuerdos bilaterales. Inmediatamente después de la demolición del castillo de Bouka y la entrega de Preveza, los otomanos comenzaron a construir un gran castillo para defender la ciudad y el estrecho del golfo ambraciano. La nueva fortaleza se construyó un kilómetro al norte del castillo demolido, a una distancia de un disparo de cañón, y ahora se conoce como Castillo de San Andrés (su nombre durante la época otomana tardía era Iç Kale). 

## Galería

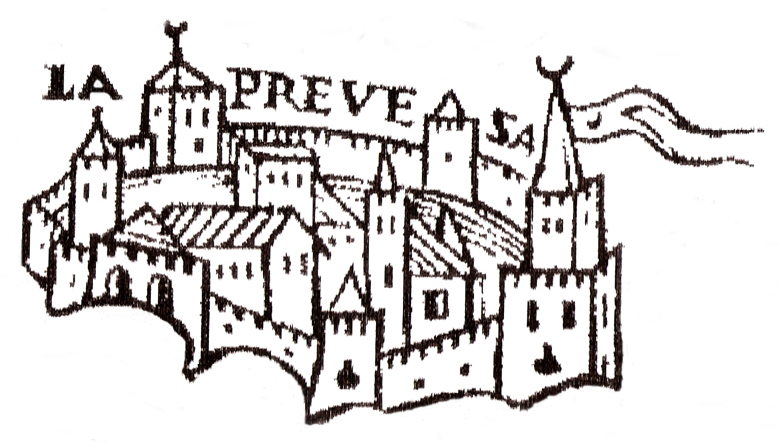
Xilografía del castillo de Bouka de Francesco Genesio, 1538
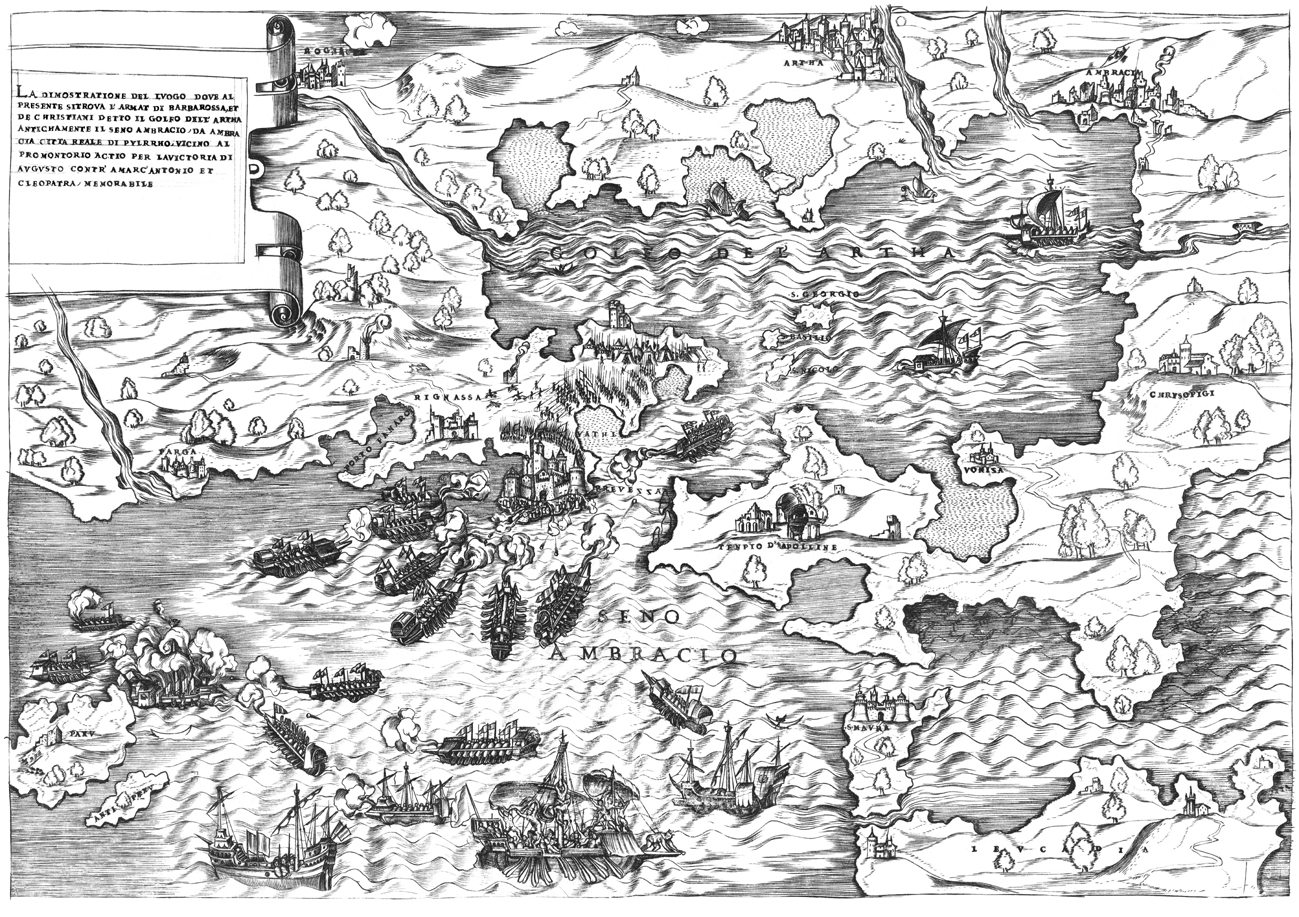
Aguafuerte del Castillo de Bouka de Antonio Salamanca, 1540 c.
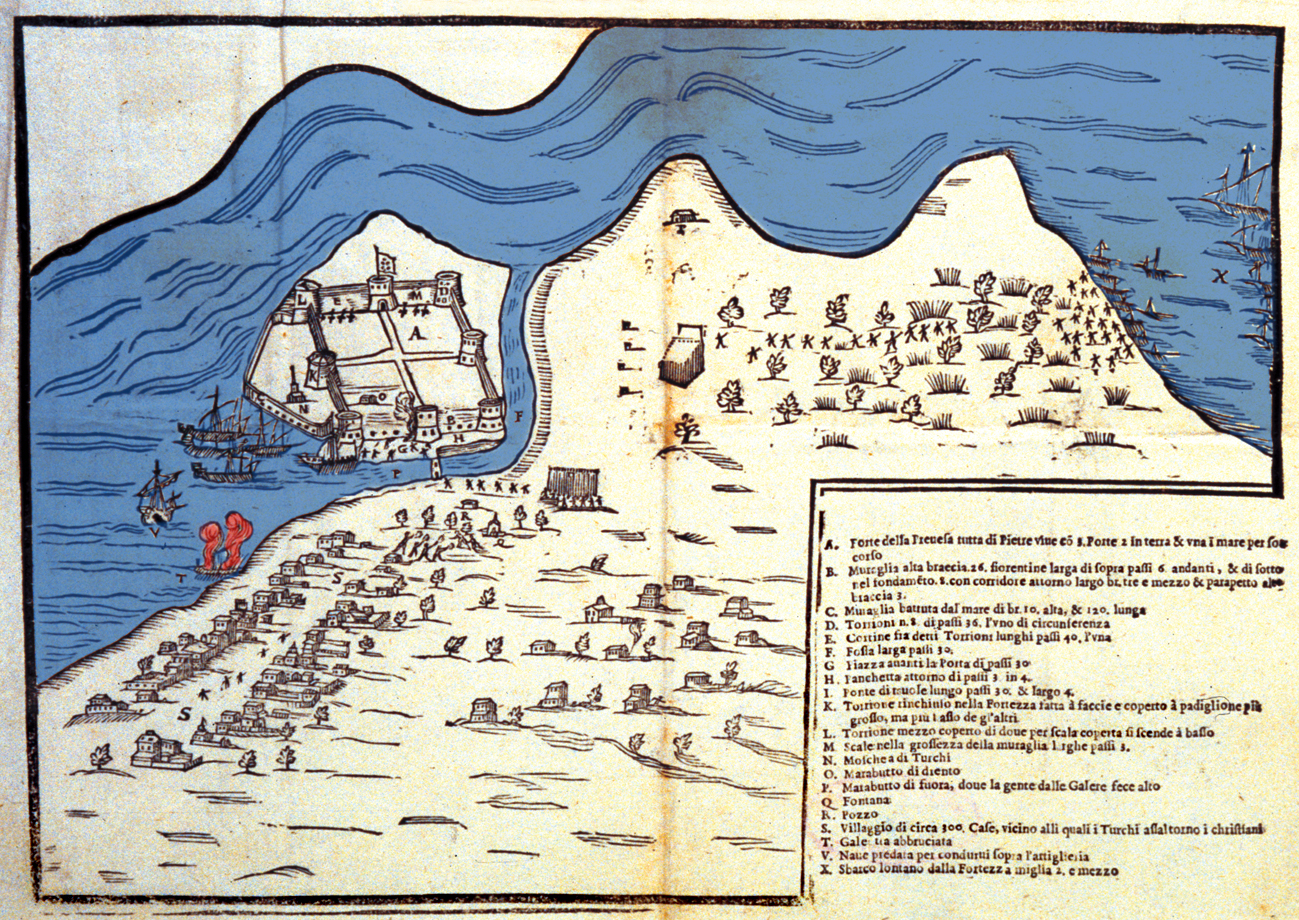
Plano del castillo de Bouka. Grabado de Giovanni Orlandi, 1605
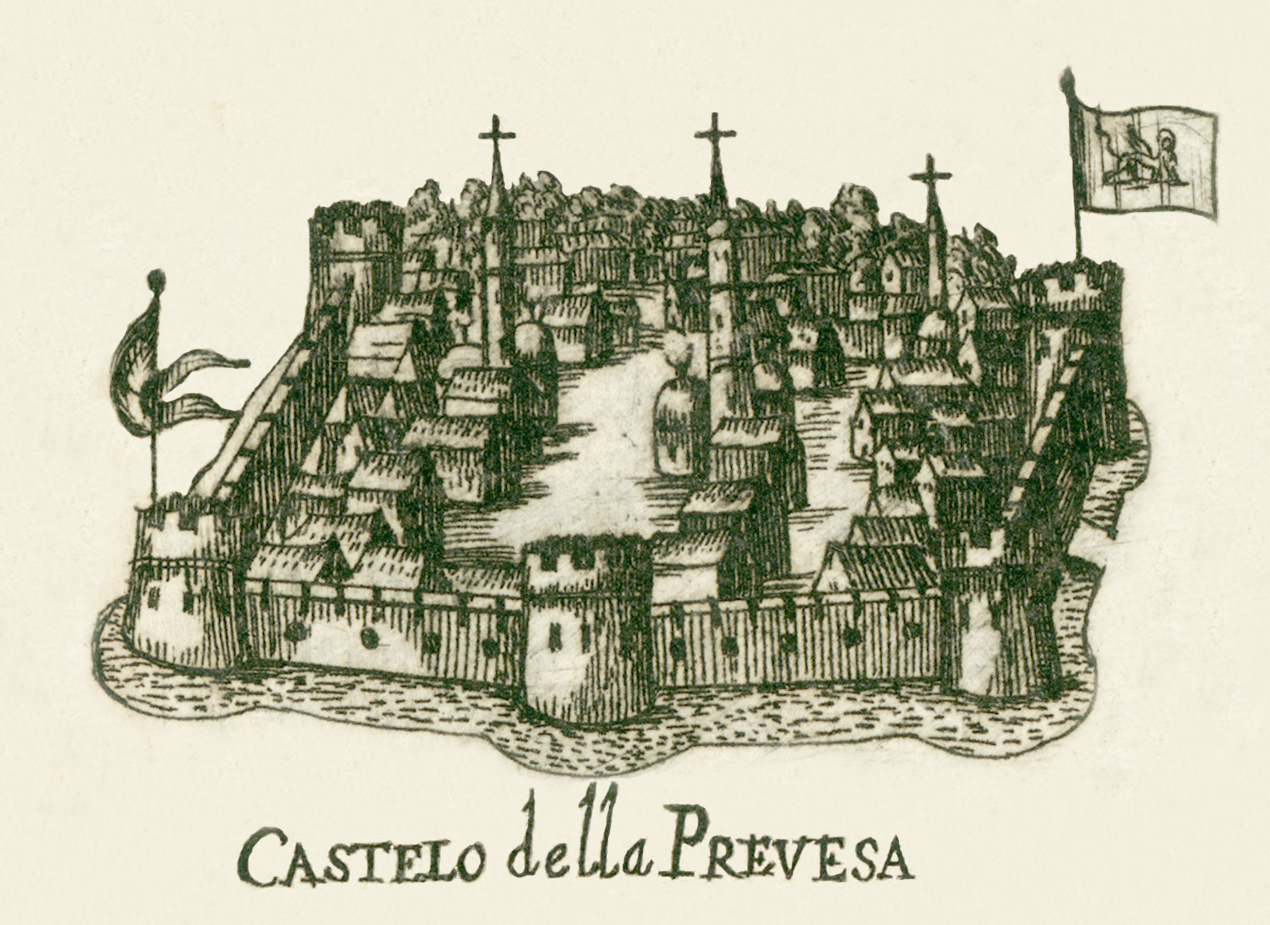
Aguafuerte del Castillo de Bouka de Giuseppe Longhi, 1684 c.
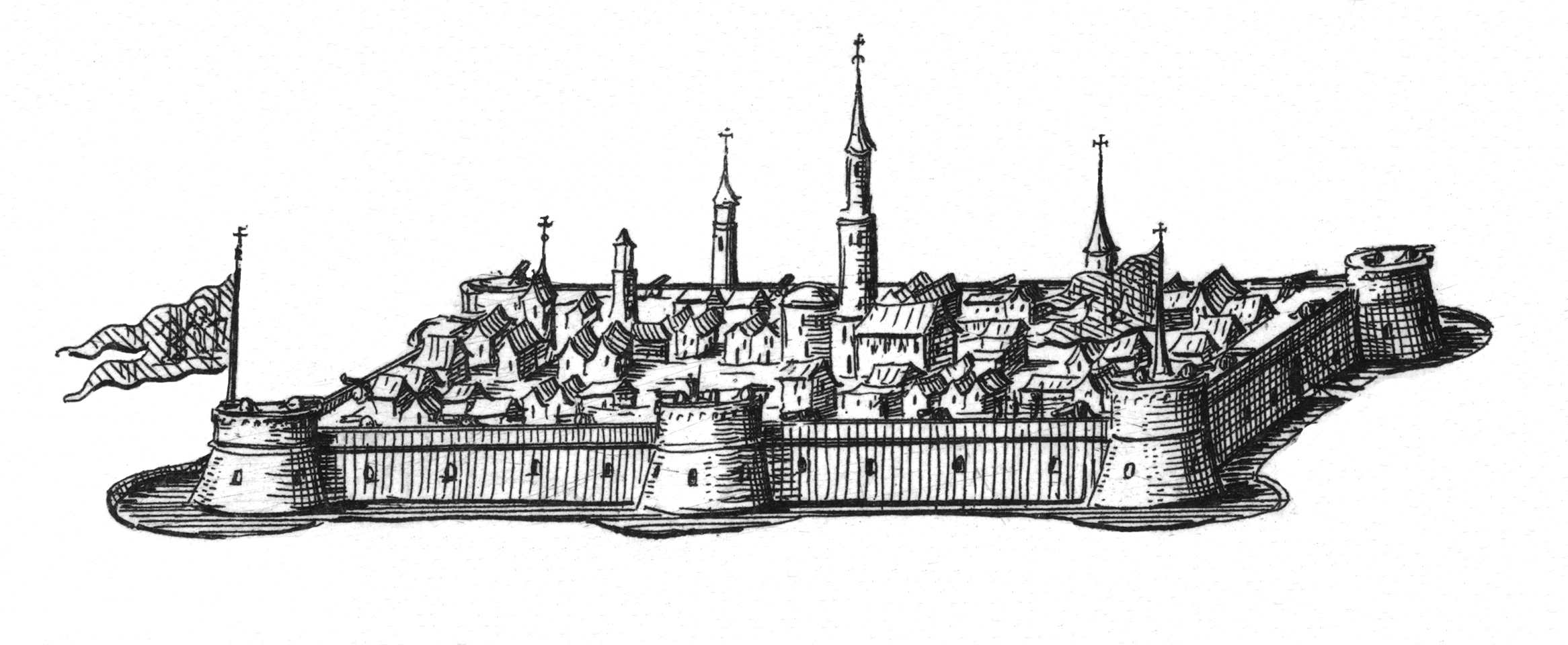
Aguafuerte del castillo de Bouka de Giovanni Giacomo de Rossi, 1687
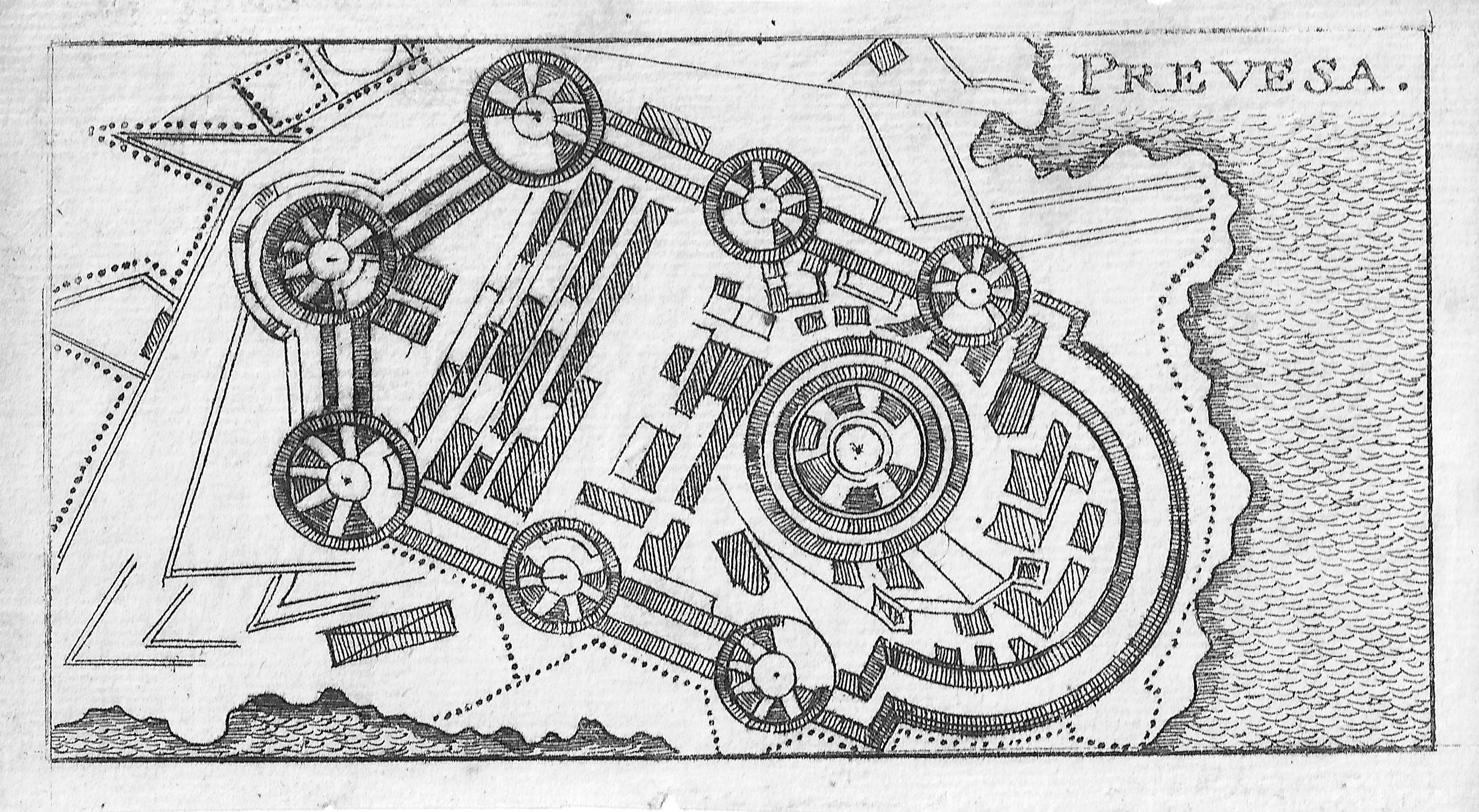
Xilografía del castillo de Bouka de Leonhard Loschge, 1687
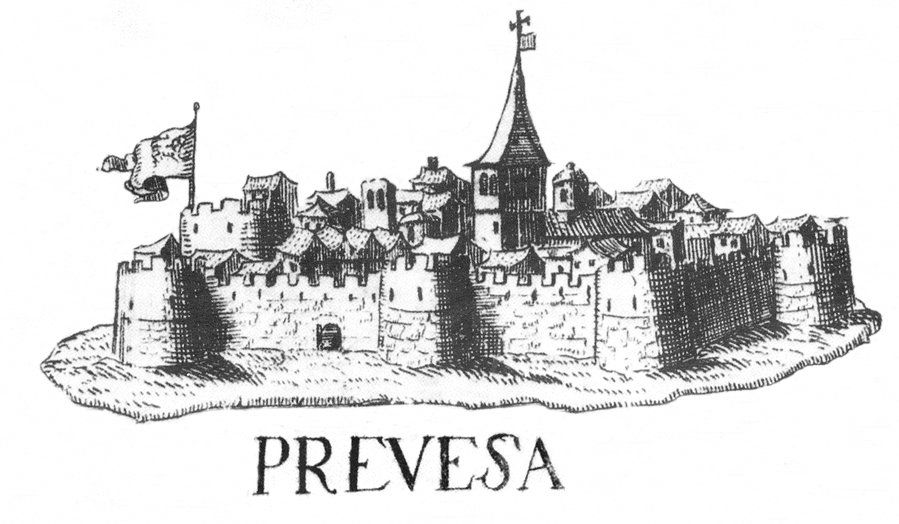
Aguafuerte del castillo de Bouka de Vincenzo Coronelli, 1688
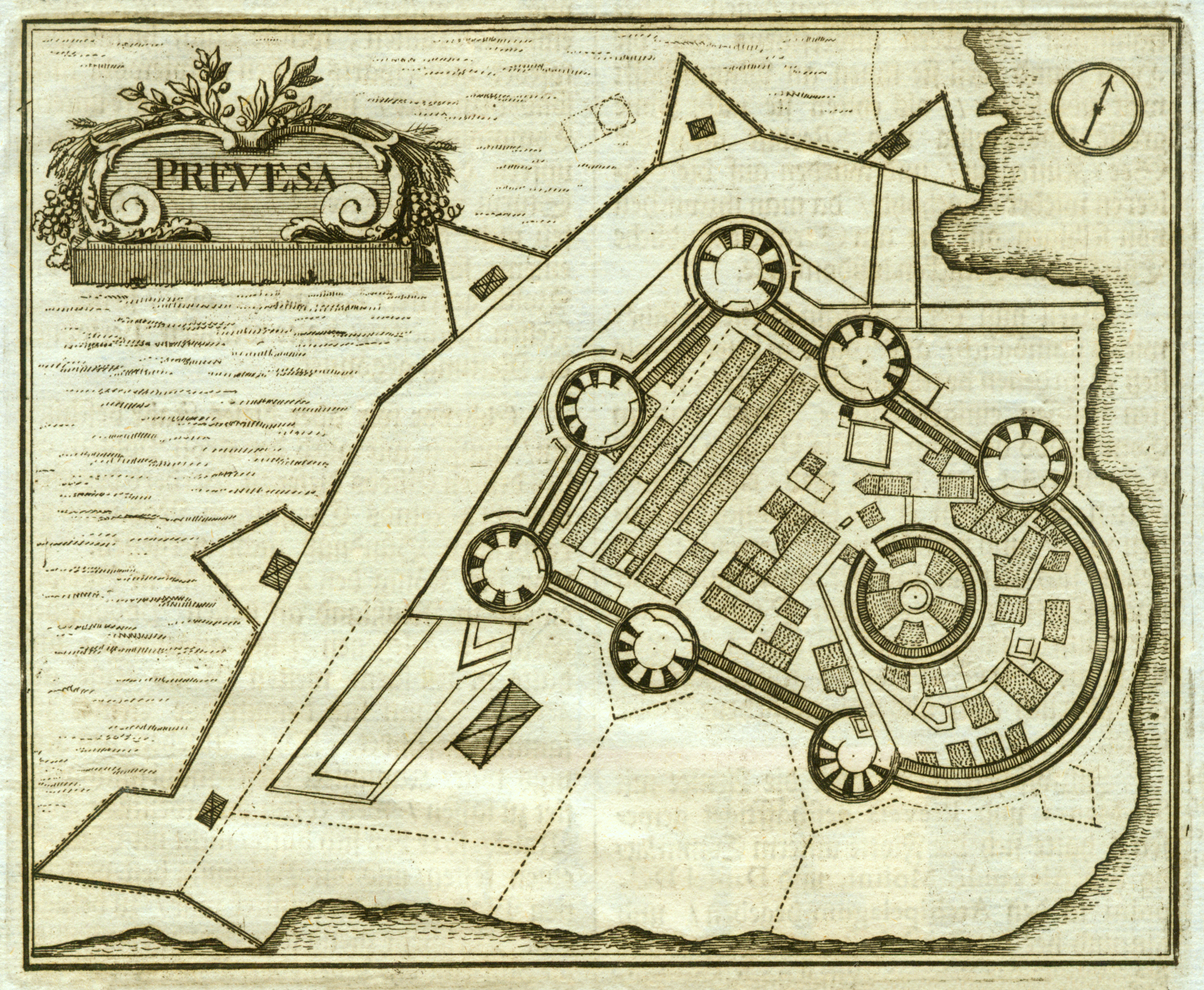
Aguafuerte del castillo de Bouka de Johann Andreas Thelott, 1701
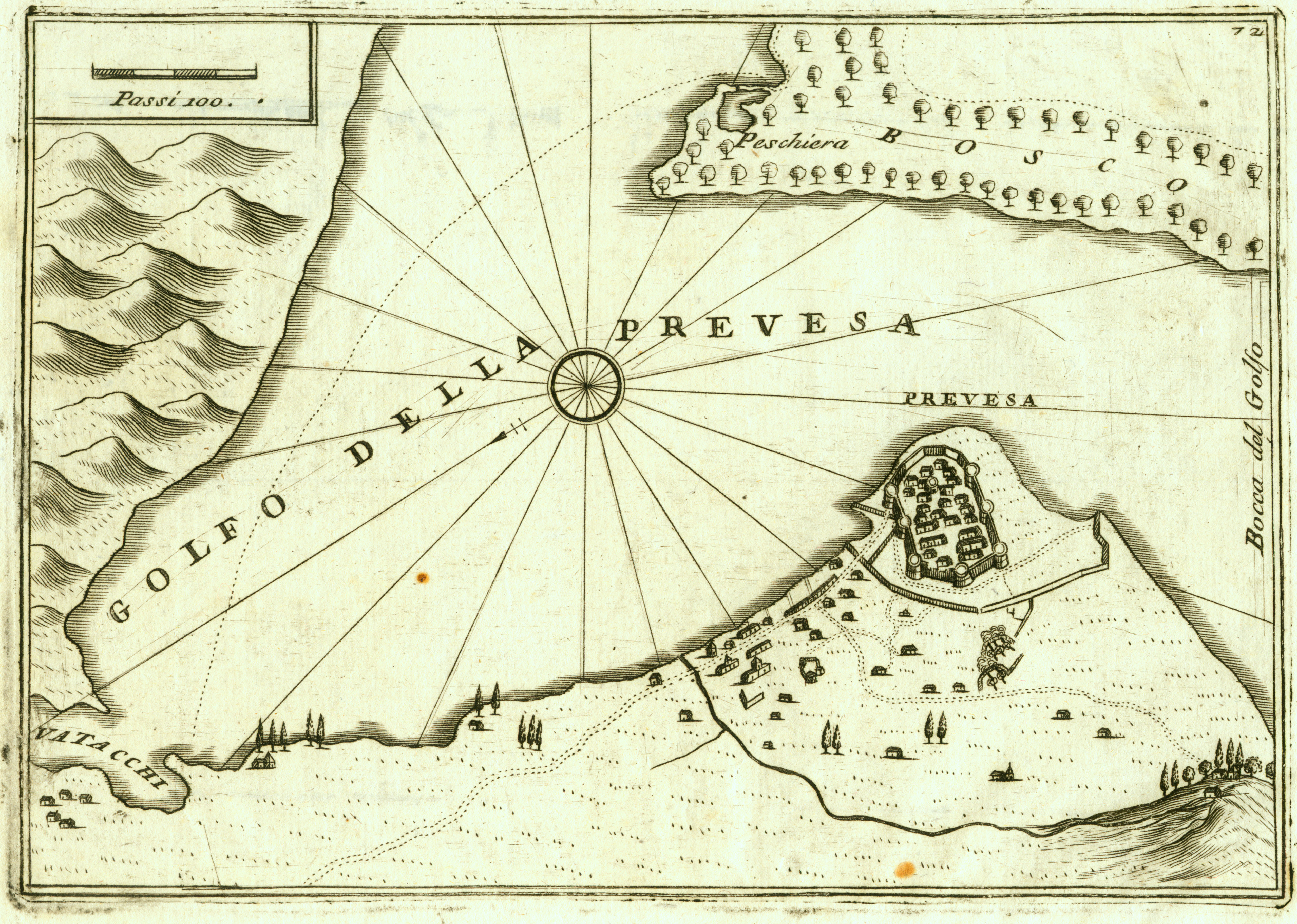
Aguafuerte del castillo de Bouka de Vincenzo Coronelli, 1707
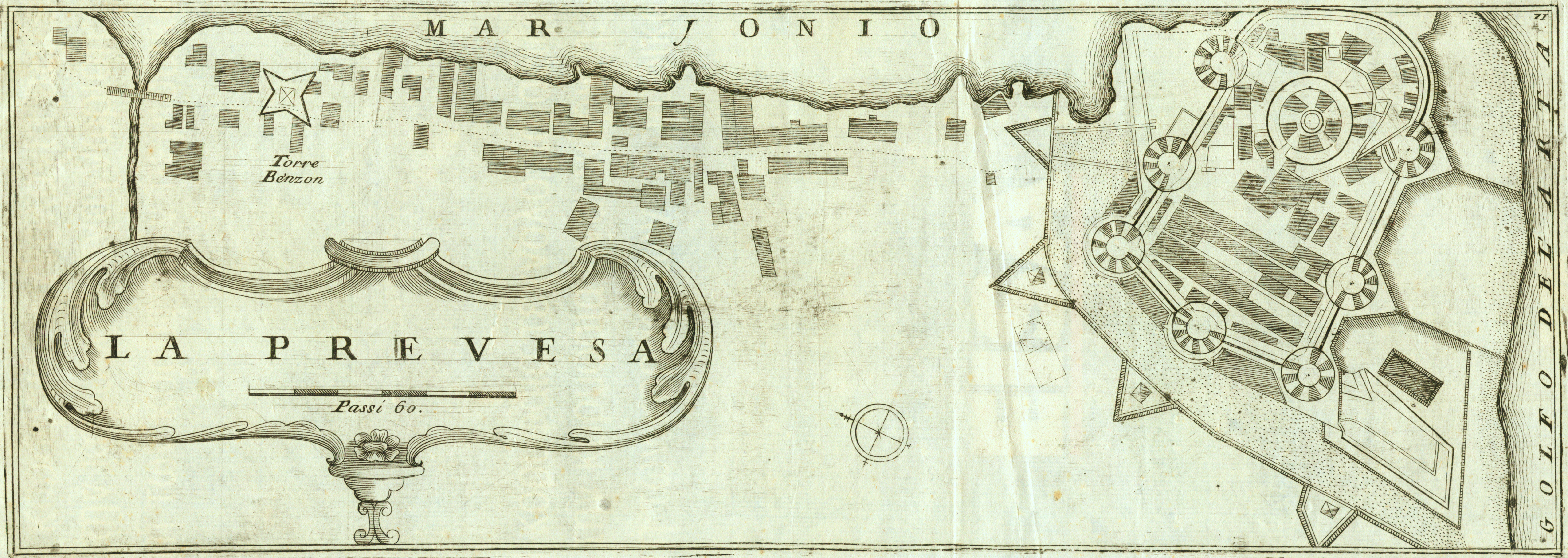
Aguafuerte del castillo de Bouka de Vincenzo Coronelli, 1707
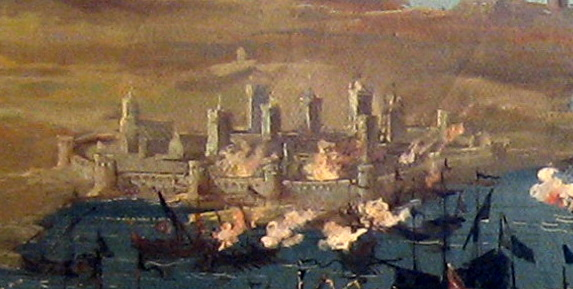
Detalle de una pintura al óleo de un artista desconocido, c. 1690